# ニュース&すぽると!
『ニュース&すぽると!』（ニュース・アンド・すぽると!）は、2004年10月3日未明（2日深夜）からフジテレビ系列で毎週日曜未明（土曜深夜）に放送されていた、『FNNニュース』と『（感動ファクトリー）すぽると!』の土曜版である『すぽると! SATURDAY SPECIAL』（2009年3月までは『すぽると! WEEKEND SPECIAL』）から構成されるコンプレックス番組。

## 概要
『すぽると!』内にニュースゾーンを内包し、スポーツとニュースを同じスタジオから放送していた『感動ファクトリー・すぽると!&ニュース』を再編し、ニュースゾーンを冒頭に独立させる形で放送を開始した。そのため、実際の放送ではコンプレックス枠であることを示すものは一切なく、あたかも『FNNニュース』と『すぽると!』の2つの番組が連続して放送されているような形となっている(但し、年末年始は両方とも独立した番組となっている)。
そのため、新聞のラ・テ欄上の表記と地上デジタル放送では『FNNニュース』も含めてステレオ放送となっている。また、平日の『ニュースJAPAN』→『あしたのニュース』と同様、『FNNニュース』のエンディングに「終」のテロップが出ることなく、天気予報の画面の下半分に提供クレジットが表示されるだけで、エンディングテーマも流れずに「すぽると!」の予告に入る。『すぽると!』の最初の提供クレジットのナレーションは「ここからは、ご覧のスポンサーがお送りします」となっており、コンプレックス枠の形を取っていることがわかる（平日の『すぽると!』も『あしたのニュース』（2014年度までは『ニュースJAPAN』）と事実上コンプレックス化されており、「ここからは…」とアナウンスされる）。
コンプレックス枠のため、EPG発表上は『FNNニュース&すぽると!』もしくは『LIVE20xxニュース&すぽると!』とコンプレックス番組となっている。EPGによっては後述の『LIVE20xx ニュースJAPAN（「ニュースJAPAN（→あしたのニュース）」自体は土曜版・日曜版がない）』の場合もある。そのため、スポーツ中継延長時、定刻にお詫びのテロップを流す際は『LIVE20xx』となっている。
なお、新聞ではこのゾーンが形成されてから、フルサイズで掲載される新聞では「0:00（N）◇15すぽると！」と別番組の扱いで表示される。（ハーフカット以下のものであれば、コンプレックスとなる場合もある）
このようなコンプレックス形式の編成は「ニュース最終版・第2期」（1988年度-1989年度。プロ野球ニュース&FNN DATELINEの2本立て）からの名残でもある。
なお2015年4月より、土曜23:40 - 翌0:05に連続ドラマ枠『土ドラ』を第2期として再開させることとなり、同月5日未明（4日深夜）から本番組が5分繰り下げ・縮小することとなり、『FNNニュース』が5分縮小することとなった。また『FNNニュース』と『すぽると！』との間のステーションブレイクが廃止され、ニュース後すぐにCMなしで次の番組・『すぽると!』に突入する。
2015年10月から『FNNニュース』とのステブレレスが再び廃止され、ニュース後30秒間のステブレ（CM）を挟んで『すぽると！』に接続する仕組みに戻る。
2016年1月から『FNNニュース』から『すぽると！』の接続が再びステブレレスで直接始まる形式となった。
さらに、『すぽると!』の2016年3月終了と同年4月2日より、東海テレビ制作の『オトナの土ドラ』開始のため本番組は同年3月で終了した。

## 放送時間
| 期間      | 期間      | 放送時間（日本時間）                   |
| --------- | --------- | -------------------------------------- |
| 2004.10.3 | 2008.3.30 | 日曜日 0:00 - 1:15（土曜日深夜、75分） |
| 2008.4.5  | 2015.3.28 | 日曜日 0:00 - 1:05（土曜日深夜、65分） |
| 2015.4.4  | 2016.3.27 | 日曜日 0:05 - 1:05（土曜日深夜、60分） |

- それぞれ0:15までが『FNNニュース』、以降が『すぽると!』。
- 正確な放送開始時刻は各表記時間から90秒後（当初は0:01分30秒→2015年4月から現在は0:05分30秒）である。（デジタル放送は数秒遅れ、ワンセグ放送はさらに数秒遅れ）
- 『FNNニュース』本編開始30秒前にキリンビールのカウキャッチャーが入る（平日の『ニュースJAPAN』→『あしたのニュース』と同じ）。
- プロ野球中継などのスポーツ中継での延長オプションがあった場合はその分放送時刻が遅れる事があった。

## FNNニュース
『FNNニュースレポート23:30』以来のストレートニュース形式のフォーマットを受け継ぎ、全国のニュース、各地のニュース、天気予報を放送。
コンプレックス番組のワンコーナーであるため、単独番組である日曜版や年末年始の『FNNニュース』とはオープニングテーマが異なる。

### キャスター
全員、出演当時はフジテレビアナウンサー。
- 2004年10月 - 2005年3月：境鶴丸
- 2005年4月 - 2006年9月：阿部知代
- 2006年10月 - 2014年6月：田代尚子
- 2014年7月 - 2016年3月：境鶴丸
  - 2005年7月以降、それぞれ日曜最終版の『FNNニュース』と兼務。
  - 境（第1期）は同日の『FNNスーパーニュースWEEKEND』と兼務。
  - 田代は2009年10月から2010年7月、2011年4月から9月は同日の『FNNレインボー発・あすの天気』と兼務。

## すぽると! WEEKEND SPECIAL
2009年3月29日未明（28日深夜）まで放送された『（感動ファクトリー）すぽると!』の土曜版、"スポーツ・インフォテメント・プログラム(Sports Infotainment Program)"。
本番組では平日版よりも娯楽色を抑えた硬派な演出をめざし、スタート時にジョン・カビラを起用、さらにスタジオにはスポーツイベントが書かれた巨大カレンダーを設置するなどの差別化も図った。
番組のキャッチフレーズは「今日のことをお伝えする"NOW" 今日までの流れを"PREVIEW" そして来週も"CHECK!!"」。番組開始当初はオープニングでジョン・カビラが口にしていたが、現在は使われていない。
そして2005年4月より、タレントの高樹千佳子を新キャスターに起用。ジョン･カビラとともに“芸能人キャスター”が進行を務めることになり、フジテレビアナウンサーが司会進行を務める平日版との差別化をより一層図った。
だがジョン・カビラは2006年9月いっぱいで充電生活に入ることを宣言したため、同年10月1日（9月30日深夜、いずれもJST）の放送を最後に降板し、相方である高樹千佳子も翌日の放送をもって降板。この2名の降板により、芸能人キャスターの出演に幕が下ろされた。そして翌週の10月8日（10月7日深夜、いずれもJST）以降の放送からは平日版と同じくフジテレビアナウンサー起用し、徐々に平日版との統合を図っていき、「WEEKEND SPECIAL」のタイトルは自然消滅の形となっていたが、2009年4月5日（4日深夜）からは国分太一（TOKIO）を「編集長」として起用。番組タイトルも「サタデースペシャル」と改題したため事実上終了した。

### 出演者
総合司会
| 期間 | 期間      | 男性           | 女性                |
| --- | --------- | -------------- | ------------------- |
| 2004.10.3 | 2005.3.27 | ジョン・カビラ | 中村仁美1           |
| 2005.4.3 | 2006.10.1 | ジョン・カビラ | 高樹千佳子2         |
| 2006.10.8 | 2007.9.30 | 佐野瑞樹       | 本田朋子            |
| 2007.10.7 | 2008.3.30 | 三宅正治       | 本田朋子            |
| 2008.4.6 | 2009.3.29 | 渡辺和洋       | 平井理央3 本田朋子3 |
| - 1 『感動ファクトリー・すぽると!&ニュース』から続投。 - 2 2005年9月11日（10日深夜）は安藤幸代が代行。 - 3 『すぽると! SATURDAY SPECIAL』も続投。 |           |                |                     |

- ジョン、高樹、安藤以外は全員フジテレビアナウンサー。

コメンテーター
- 清水秀彦（サッカー） - 2007年までレギュラー。その後は準レギュラー。
- 山口素弘（サッカー） - 2008年から加入。
- プロ野球についてはフジテレビ系列の解説者が日本シリーズやクライマックスシリーズなどの試合で登場する場合がある。
- その他、スポーツ界で活躍する現役選手らをスペシャルゲストコメンテーターとして招くこともある。

ナレーション
- 石川英郎（2006年4月 - ）
- 武田祐子（2005年4月 - ） - フジテレビアナウンサー

以上2人は主に「SPORTS THIS WEEK」のナレーションを担当。
- 福ノ上達也（2005年11月 - 主として速報・ニュース部分を担当。日曜版もナレーター出演。2005年4月 - 10月は平日ナレーター）
- 中田有紀（ - 2005年3月）
- 服巻浩司（2005年4月 - 10月=主に野球速報部分でナレーター出演、2006年度からは日曜版のみ担当）
- やまだひさし（2004年シーズンで、主に野球速報部分のナレーションを担当）

### 主なコーナー
- SPORT TODAY（土曜日のスポーツニュース）
  - PROFESSIONAL BASEBALL（プロ野球情報）
  - MLB（メジャーリーグ情報、現地スポーツ記者に繋ぐこともある）
  - 俺たちのJ（Jリーグ情報）
  - 海外サッカー速報
- 千佳子のスタ☆メシ（全国各地の競技場から弁当を取り寄せて紹介）
- 千佳子のスポーツ名言クイズ（アスリートの名言の穴埋め）
- 千佳子の体力測定
- 千佳子のスタ☆メシ WINTER（「千佳子のスタ☆メシ」の復活版）
- アスリートじゃんけん（アスリートとじゃんけん）
- CLASS SAKURA（横峯さくらのゴルフレッスン）
- SPORT NEXT WEEK（今後の注目のスポーツイベントを紹介）
- THE ROOTS（現在活躍するスポーツ選手とその原点となった名選手に注目するドキュメント）
- ベストヒットNPB（今週のプロ野球の好ヒット集）
- サノ穴（佐野アナウンサーが日曜日の中央競馬のレースより、お奨めの穴馬を紹介）
- SPORT THIS WEEK（1週間のスポーツニュースをダイジェストで振り返る。2007年3月24日の回は2007年世界フィギュアスケート選手権で、安藤美姫が女子シングルスに優勝したことからハイライトの時間を拡大したため、このコーナーが省略された）
- Player of the Week（1週間で最も活躍した選手を視聴者が投票。投票はフジテレビ携帯サイトから）
- UMA-NORI（中央競馬所属の騎手が週代わりに登場し、日曜のレースで自身が騎乗するお奨めの一頭を紹介するコーナー）
- ナマログ（平井アナと本田アナのどちらか一方[以前は渡辺アナも含まれていた]が放送中にスポーツ関連のブログを書き、番組終了直前に内容を発表する）

## すぽると! SATURDAY SPECIAL
2009年4月5日未明（4日深夜）放送開始。『すぽると! WEEKEND SPECIAL』を、国分太一を編集長に迎えてリニューアルした。国分自らがスポーツの現場をレポートしたり、スタジオに清原和博、柳本晶一などをゲストコメンテーターとして招くなど、平日版とは違ったアプローチでスポーツの魅力を伝えてきた。ただし、2013年4月からは『SATURDAY SPECIAL』の名称を用いず、放送上は『土曜すぽると!』というタイトルになっていた。
2014年12月28日の放送をもって国分が編集長を卒業してからは、平日の体裁に近いものに統一され、メインキャスターもアナウンサーが務めることになった。

### 出演者

#### 現在
総合司会
- 中村光宏
- 宮澤智
（両名とも2014年4月6日-） 2014年12月28日までは国分太一編集長[12]のアシスタントとしてのポジションだった。（後述する過去のキャスター陣も同様）

コメンテーター
- 山口素弘（2009年-2012年3月・2015年3月8日-　サッカー　J1速報のナビゲーター） - 2010年度まではスタジオ解説。2011-12年度は現場解説を担当していたが、2012年3月に前監督の解任に伴う横浜FC監督就任のため一時降板。2015年監督退任に伴い約3年ぶりに復帰
※プロ野球速報のコーナーナビゲーターは主に火-木曜日と同じパターンで次の各氏が輪番で担当。
- 高木豊（2010年度まではスタジオ解説（火曜版も担当）だったが、2011年度からは現場解説となる）
- 野村弘樹（2011年よりレギュラースタジオ解説者。2012年は日曜レギュラー、2013年より再び曜日不問。ラジオではニッポン放送専属解説者）
- 立浪和義（2011年よりレギュラースタジオ解説者。日本テレビ放送網・中京テレビ放送解説者、東海テレビ放送ゲスト解説者兼務）
- 仁志敏久（同上。ラジオでは文化放送専属解説者[13]）

ナレーション
- 関野浩之（メイン。J1速報<注目カード>、特集）
- マルカトーレ青嶋（J1速報<その他の試合>）
- 福ノ上達也（プロ野球速報、その他のスポーツ）

#### 過去
土曜すぽると!編集長
- 2009年4月5日 - 2014年12月28日：国分太一（TOKIO）

キャスター
- 2009年4月5日 - 2011年3月27日：田中大貴、平井理央、本田朋子（全員フジテレビアナウンサー）
- 2011年4月3日 - 2014年3月30日：本田朋子（フジテレビアナウンサー）

コメンテーター
- 江本孟紀（2011年4月3日-2015年3月28日 プロ野球） - 2010年度は金曜日に出演していたが、2011年度より土曜版に出演。2015年度は金曜日に復帰
- 清水秀彦（サッカー） - 2011年度より土曜版のスタジオ解説となる（2012年度以後は準レギュラー）。
- 三浦淳寛（同上） - 2012-14年度スタジオ解説
- 武井壮（2015年1月11日-2015年9月27日） - 2014年12月までの金曜版準レギュラーコメンテーターからの異動。「REAL BEAST」のコーナー進行を兼任

ゲストコメンテーター（2009年度のみ）
- 清原和博（プロ野球、肩書は「すぽると!ヘッドコーチ」）
- 柳本晶一（バレーボール、肩書は「すぽると!鬼軍曹」）

ナレーション
- 鈴木裕介（「KO-CHINウイークリー」担当）

### 主なコーナー
「スポーツで手に汗握る!土曜日」をキャッチフレーズとして放送。
SPORTリサーチ
2015年度改編から登場したメインコーナー。平日の「MATCH OF THE DAY」と同様に、その日行われたプロ野球（を基本とするが、まれに他のスポーツを取り上げる場合もある）の結果の中から、番組が特に厳選した注目カードにスポットを当て、キャスター、解説者、取材記者らが密着取材して、より詳しい試合結果を伝える。
プロ野球全試合速報
SPORTリサーチで特集した試合を除く全試合の結果を伝え、勝敗を決めるプレーをした当事者に対しては、当日取材に訪れた解説者、系列局記者・アナウンサーらが直撃インタビューする「追球取材」を行う。
Jリーグ全試合速報
土曜日を基本として行う明治安田生命J1リーグ全試合の結果速報で、注目の1試合は山口（まれにキャスター陣）が現地に赴いて詳報として伝え、それ以外は「マルカトーレダイジェスト」と題し、マルカトーレ青嶋による軽快なナレーションで全試合ダイジェストを紹介する。ただし2015年4月以後は、時間的な関係で山口による取材・出演がなく、全試合ダイジェストのみの日がある。
すぽチュー!
スポーツイベントが比較的多く行われる週末の各種競技の情報・結果・記録をヘッドライン形式で伝える。
つないだ先に、リオがある。（ワールドカップバレーボールへの道）
2015年ワールドカップバレーボール（8-9月開催。リオデジャネイロオリンピック第1回世界予選）へ向けたシリーズ企画で2015年1月より大会期間直前までの期間限定放送。逢沢りなと徳井義実が進行役を務め、Vプレミアリーグを中心としたバレーボール日本代表候補の選手に密着取材するもの。4月初めまではVプレミアリーグのレギュラーリーグ・プレーオフシリーズの試合を必ず毎週男女1試合ずつ伝えていた。
過去
国分が編集長だった時代にはレギュラー陣やゲストコメンテーターがプレゼンテーションを行い、平日版の「SPORT Q&A」の方式でどのプレゼンが一番面白かったかを競う企画を中心として展開していた。その他、以下のコーナーを放送。
SPORT CAMERA
注目の競技に独自カメラが密着する。
太一'sフォーカス
国分太一編集長が注目していることを特集。
KO-CHINウイークリー
1週間のスポーツ好珍プレーを紹介。
すぽると!クイズ
2013年度は毎日、2014年度（12月まで）は金曜版・日曜版に放送していたスポーツのミニ知識をクイズにしたもの。
関根勤の夢見るすぽると!
関根勤とマネージャーのしかまの2人が、注目競技に関してトークをするコーナー。当初は楽屋での談話スタイルであったが、2014年4月よりスタジオ収録となった。
REAL BEAST
2014年まで金曜版（基本隔週）で放送したコーナーを、武井の担当曜日の変更に伴い移譲したもの。毎回注目のアスリートに武井が密着取材する。ただしこのコーナーがない日でも、武井が土曜日に行われるスポーツイベントを取材・報告する項目が必ずある（まれに武井がSPORTS リサーチを担当することもある）。

## テーマ曲・オープニング映像
FNNニュース
- オープニングは川崎真弘作曲の『FNNニュース』テーマソングの「5秒ジングル+15秒提供ジングル」バージョンを使用。5秒ジングル時には新宿駅東口などの映像、15秒提供ジングル時にはニュース数項目分の映像が流れる。
- 上記の通り『FNNニュース』にはエンディングが存在しないが、ニュースの終わりにすぽると!につなぐクロスプログラム（ジャンクション）がある。予告字幕の配置は平日の『ニュースJAPAN』からのジャンクション（4:3配置）とは異なり、2010年4月以後は16:9配置で製作されたため、2010年7月3日未明（2日深夜）まではNTSCの4:3画面では字幕が画面下段ほぼいっぱいに収まりきれない状態だった。
- 2008年9月まで、地上デジタル放送のみ5秒ジングルがステレオ音声で放送された。その後はアナログ放送と同じくモノラル音声であったが、2011年11月6日未明（5日深夜）より全編ステレオ音声に切り替わった。

すぽると!

## ネット局
●の放送局では番組名を差し替え（日曜最終版の「FNNニュース#系列局での番組名」を参照）。
| 放送対象地域   | 放送局             | 系列           | 放送曜日・時間                    |
| -------------- | ------------------ | -------------- | --------------------------------- |
| 関東広域圏     | フジテレビ 制作局  | フジテレビ系列 | 日曜日 0:05 - 1:05 （土曜日深夜） |
| 北海道         | 北海道文化放送     | フジテレビ系列 | 日曜日 0:05 - 1:05 （土曜日深夜） |
| 岩手県         | 岩手めんこいテレビ | フジテレビ系列 | 日曜日 0:05 - 1:05 （土曜日深夜） |
| 宮城県         | 仙台放送           | フジテレビ系列 | 日曜日 0:05 - 1:05 （土曜日深夜） |
| 秋田県         | 秋田テレビ         | フジテレビ系列 | 日曜日 0:05 - 1:05 （土曜日深夜） |
| 山形県         | さくらんぼテレビ   | フジテレビ系列 | 日曜日 0:05 - 1:05 （土曜日深夜） |
| 福島県         | 福島テレビ         | フジテレビ系列 | 日曜日 0:05 - 1:05 （土曜日深夜） |
| 新潟県         | 新潟総合テレビ     | フジテレビ系列 | 日曜日 0:05 - 1:05 （土曜日深夜） |
| 長野県         | 長野放送           | フジテレビ系列 | 日曜日 0:05 - 1:05 （土曜日深夜） |
| 静岡県         | テレビ静岡         | フジテレビ系列 | 日曜日 0:05 - 1:05 （土曜日深夜） |
| 富山県         | 富山テレビ         | フジテレビ系列 | 日曜日 0:05 - 1:05 （土曜日深夜） |
| 石川県         | 石川テレビ         | フジテレビ系列 | 日曜日 0:05 - 1:05 （土曜日深夜） |
| 福井県         | 福井テレビ         | フジテレビ系列 | 日曜日 0:05 - 1:05 （土曜日深夜） |
| 中京広域圏     | ●東海テレビ        | フジテレビ系列 | 日曜日 0:05 - 1:05 （土曜日深夜） |
| 近畿広域圏     | 関西テレビ         | フジテレビ系列 | 日曜日 0:05 - 1:05 （土曜日深夜） |
| 島根県・鳥取県 | 山陰中央テレビ     | フジテレビ系列 | 日曜日 0:05 - 1:05 （土曜日深夜） |
| 岡山県・香川県 | 岡山放送           | フジテレビ系列 | 日曜日 0:05 - 1:05 （土曜日深夜） |
| 広島県         | テレビ新広島       | フジテレビ系列 | 日曜日 0:05 - 1:05 （土曜日深夜） |
| 愛媛県         | テレビ愛媛         | フジテレビ系列 | 日曜日 0:05 - 1:05 （土曜日深夜） |
| 高知県         | 高知さんさんテレビ | フジテレビ系列 | 日曜日 0:05 - 1:05 （土曜日深夜） |
| 福岡県         | テレビ西日本       | フジテレビ系列 | 日曜日 0:05 - 1:05 （土曜日深夜） |
| 佐賀県         | サガテレビ         | フジテレビ系列 | 日曜日 0:05 - 1:05 （土曜日深夜） |
| 長崎県         | テレビ長崎         | フジテレビ系列 | 日曜日 0:05 - 1:05 （土曜日深夜） |
| 熊本県         | テレビ熊本         | フジテレビ系列 | 日曜日 0:05 - 1:05 （土曜日深夜） |
| 鹿児島県       | 鹿児島テレビ       | フジテレビ系列 | 日曜日 0:05 - 1:05 （土曜日深夜） |
| 沖縄県         | 沖縄テレビ         | フジテレビ系列 | 日曜日 0:05 - 1:05 （土曜日深夜） |